# Ventosa (Torres Vedras)
Ventosa é uma povoação portuguesa sede da Freguesia de Ventosa do Município de Torres Vedras, freguesia com 26,53 km² de área e 4966 habitantes (censo de 2021), tendo, por isso, uma densidade populacional de 187,2 hab./km².
Além da sede, a Freguesia de Ventosa é constituída pelas seguintes localidades: Adegas, Arneiros, Arruda, Azinhaga, Bemposta, Bogalheira, Bonabal, Bordinheira, Cadoiço, Carregueira, Carreiras, Casal do Rossio, Casal Castelão, Casal do Sol, Chãos, Casal Constantino, Costa d’Água, Cova da Moura, Deserto, Fernandinho, Figueiras, Gafanhotos, Galpeira, Montengrão, Moutelas, Casal da Mucharreira, Murteira, Pedra.

## Demografia
A população registada nos censos foi:
| Distribuição da População por Grupos Etários | Distribuição da População por Grupos Etários | Distribuição da População por Grupos Etários | Distribuição da População por Grupos Etários | Distribuição da População por Grupos Etários |
| -------------------------------------------- | -------------------------------------------- | -------------------------------------------- | -------------------------------------------- | -------------------------------------------- |
| Ano                                          | 0-14 Anos                                    | 15-24 Anos                                   | 25-64 Anos                                   | > 65 Anos                                    |
| 2001                                         | 865                                          | 679                                          | 2744                                         | 879                                          |
| 2011                                         | 756                                          | 631                                          | 2863                                         | 1026                                         |
| 2021                                         | 589                                          | 535                                          | 2637                                         | 1205                                         |

## Coletividades
- Grupo Desportivo e Cultural da Ventosa, na Rua das Faias